# Фортечні мури з баштами та келіями у Бердичеві
Фортечні мури з баштами та келіями у Бердичеві — частина історико-культурного заповіднику Бердичівський замок (включає кармелітський монастир, костел Діви Марії з келіями, прибрамний корпус, фортечні мури з баштами та келіями). Пам'ятка архітектури національного значення. 

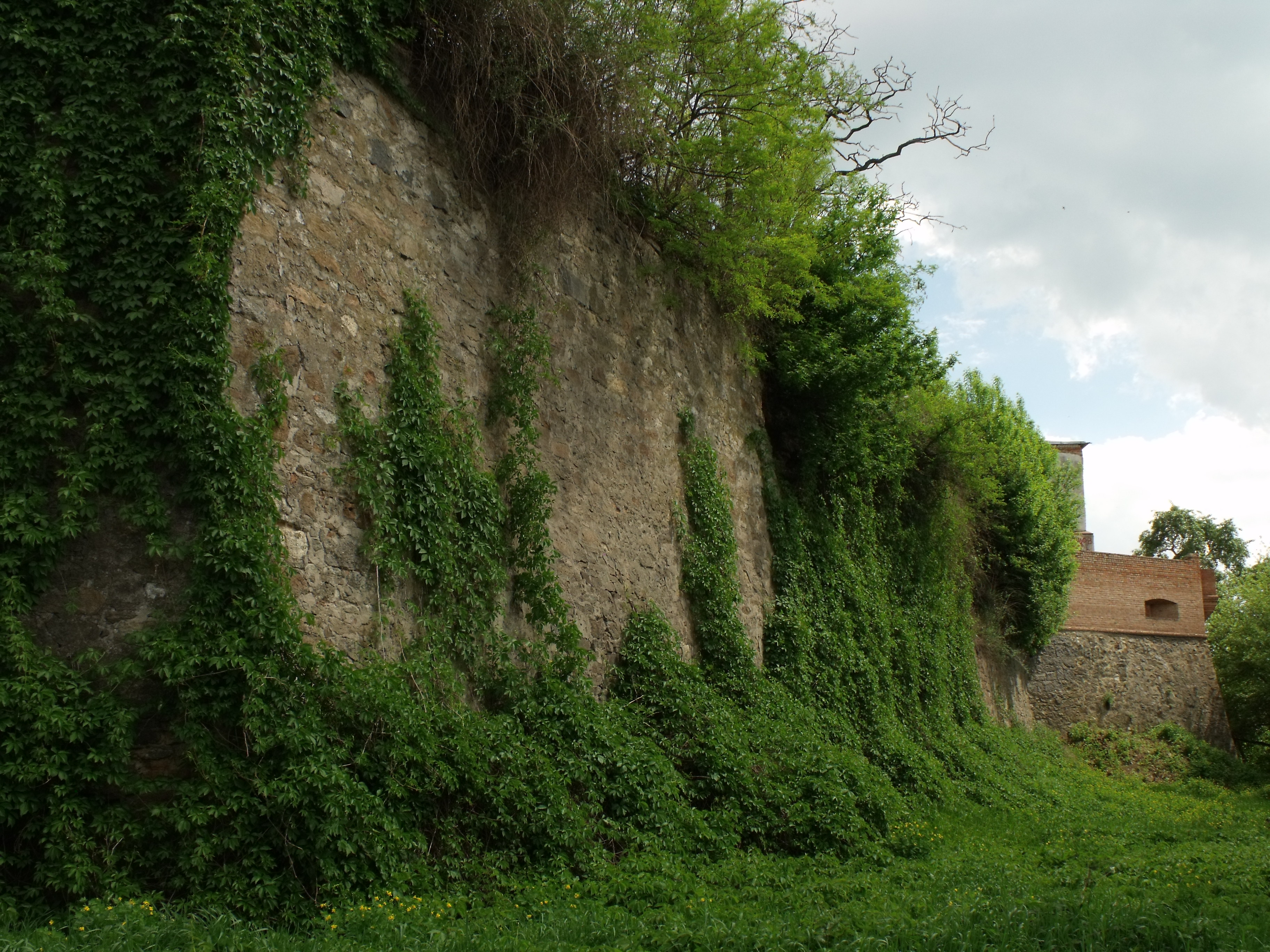
Фортечні мури кармелітського монастиря зі сторони річки Гнилоп'ять

Товсті мури, складені з ламаного граніту й цегли, включають південну (стрілецьку), південно-західну, північну й східну артилерійські башти, до яких прилягають келії. Крутий правий берег річки Гнилоп’яті посилено могутнім підпірним муром, укріпленим контрфорсами. Він має численні бійниці.

## Адреса
Вул. Соборна, 25, місто Бердичів, Житомирська область.

## Історія
Спершу на цьому місці власники Бердичева — багаті шляхтичі Тишкевичі — збудували у 1593 році замок. У 1627 році цей замок Тишкевичі передають католицькому ордену босих кармелітів. Кармеліти розгорнули в Бердичеві бурхливу діяльність щодо посилення обороноздатності замку та зведення костелу й монастирських корпусів. Монастирські будівлі, обнесені валом з підйомним мостом і гарматами, являли собою добре укріплену фортецю, в якій постійно знаходився гарнізон для захисту монастиря від нападів татар та козаків. Фортеці дається назва «фортеця найсвентшей Марії панни».

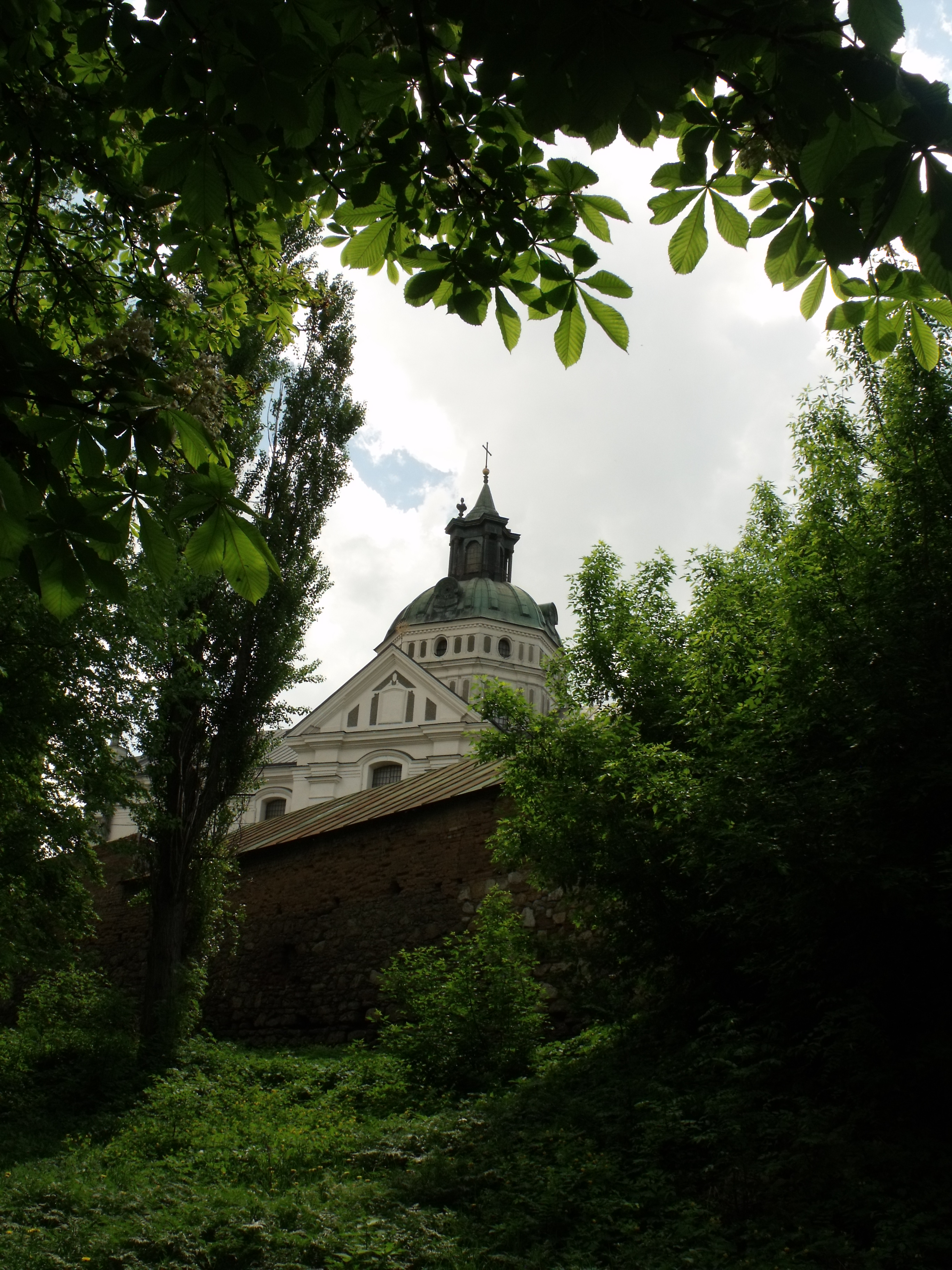
Фортечні мури кармелітського монастиря зі сторони Бердичівського коледжу промисловості, економіки та права

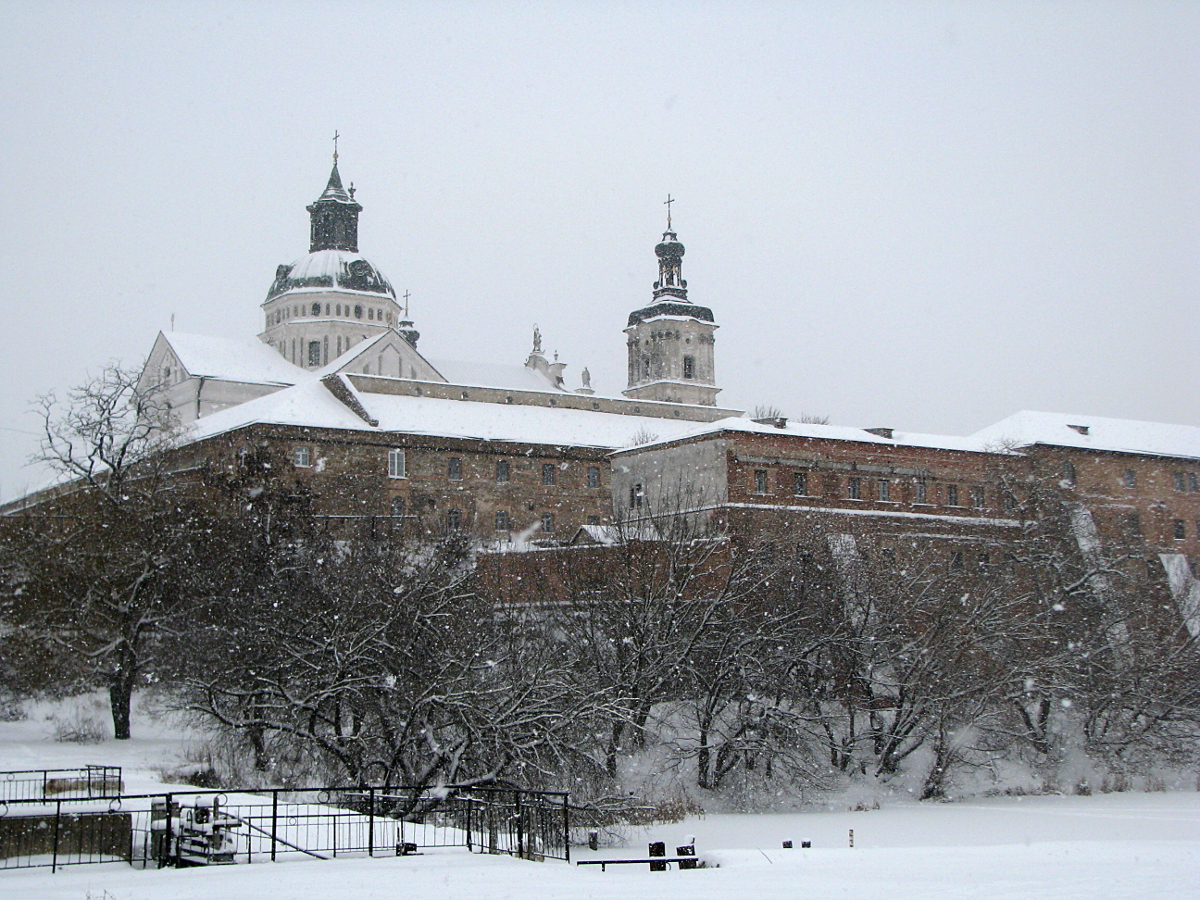
Кармелітський монастир-фортеця, Бердичів

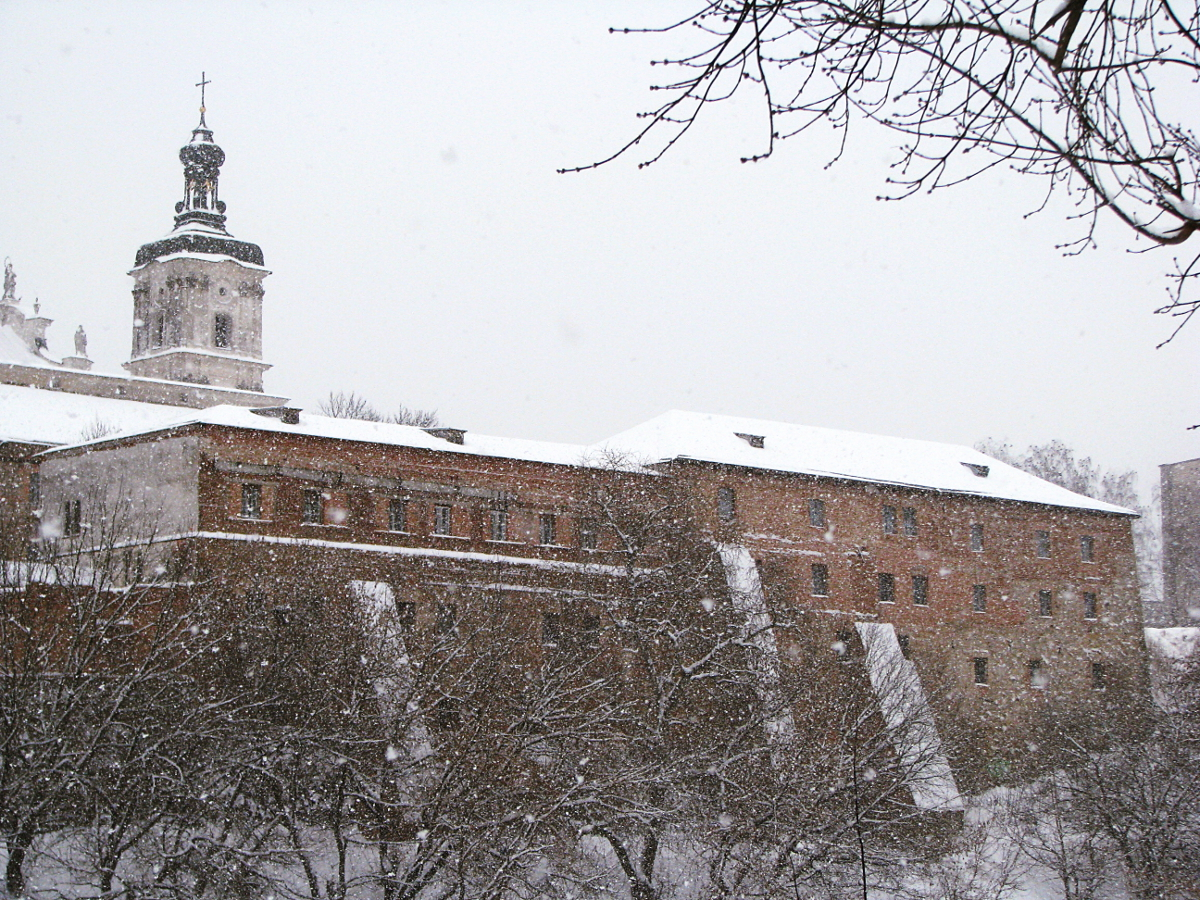
Фортечні мури монастиря, Бердичів

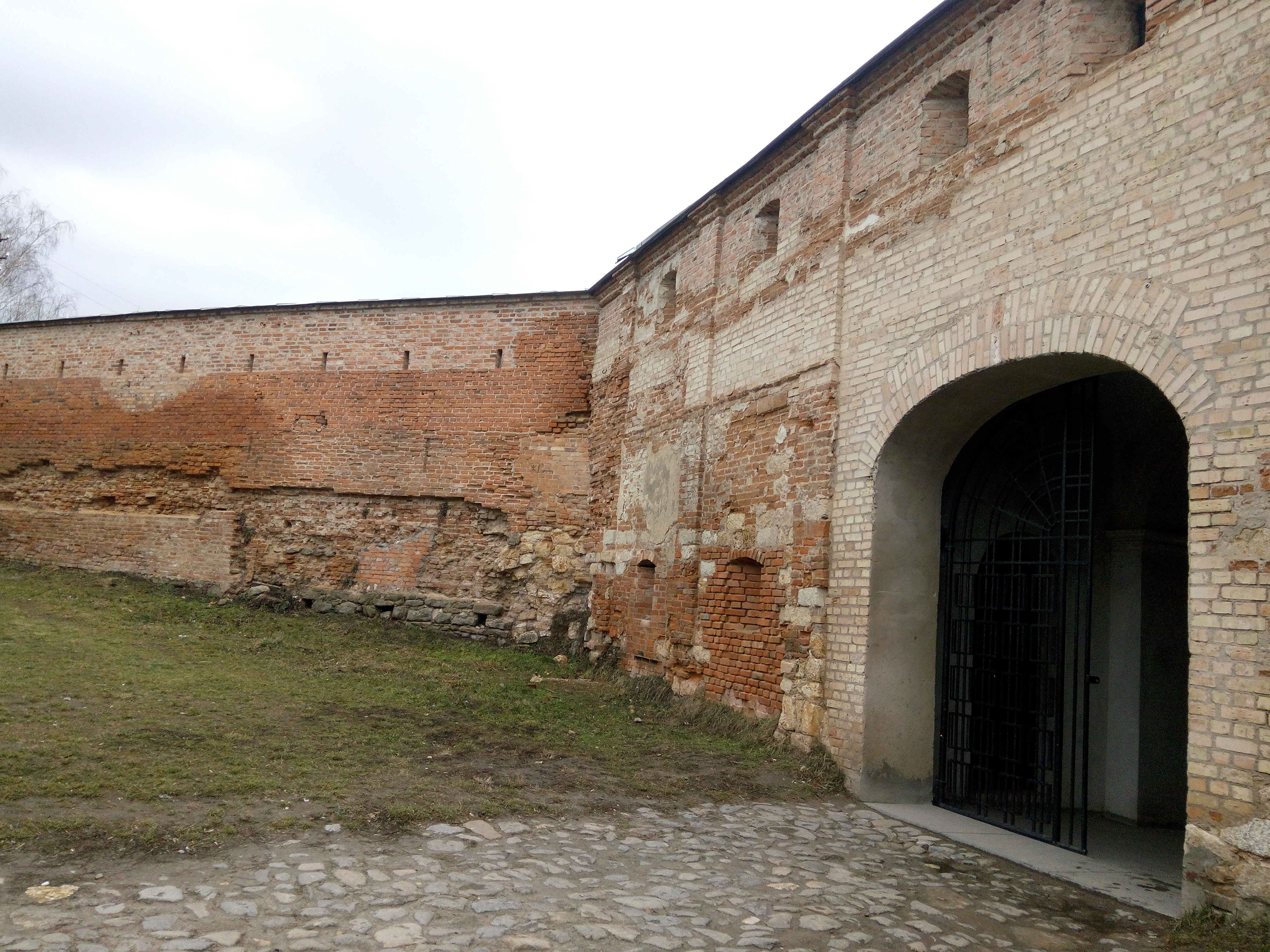
Монастир Босих Кармелітів у Бердичеві. Прибрамний комплекс

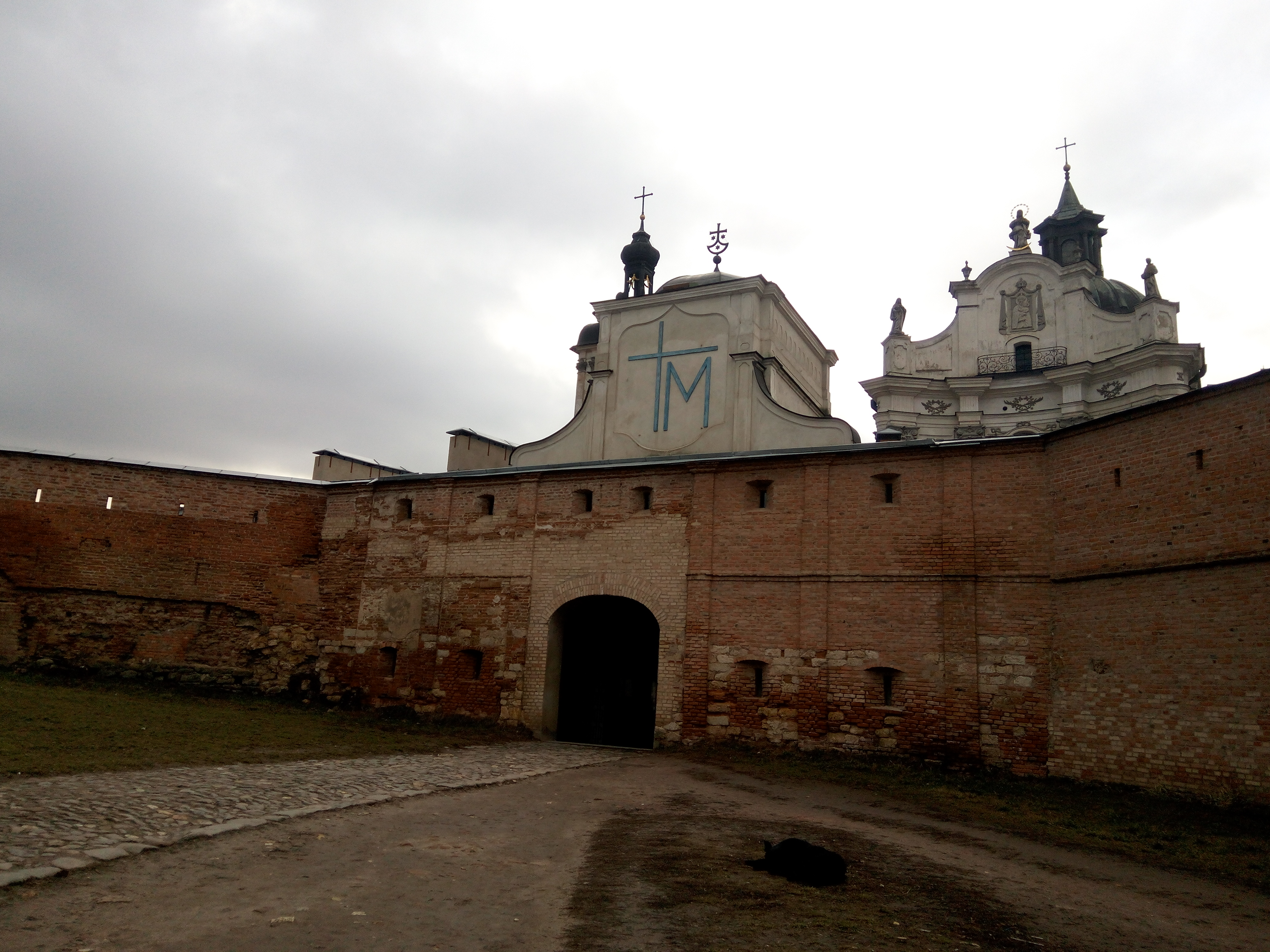
Монастир Босих Кармелітів у Бердичеві. Прибрамний комплекс

Значні прибутки дали змогу розширити площу укріплень, а щойно збудовані муровані монастирські споруди оточити валом і ровом, озброїти фортецю артилерією. Під час Національно-визвольної війни 1648—1654 років козацький загін під проводом Максима Кривоноса штурмом здобув монастир-фортецю, зруйнував його і вигнав ченців, котрі змогли повернутися сюди тільки в 1717 році. У 1663 році споруди монастиря ремонтуються. На початку XVIII століття у підземній крипті монастиря український гетьман Іван Мазепа тримав в ув’язненні знаменитого козацького ватажка Семена Палія.
Після повернення кармелітів у 1717 році старі мури ремонтують, відбудовують, забезпечують артилерією, збільшують гарнізон.
У другій половині XVIII століття фортецю розширяють і зміцнюють, кількість артилерії збільшується до 60 гармат. Оновлюються звідний міст і вал з частоколом. Споруджується нова в’їзна брама дуже складної конструкції, так звана Звивиста брама. Унаслідок цієї реконструкції монастир, оточений могутнім валом і мурами з бастіонами, зі звідним мостом, озброєний гарматами, перетворився на неприступну твердиню. У 1768 році її захопили польські конфедерати, котрі тут витримали 25-денну облогу російського експедиційного корпусу, а потім капітулювали. 
За причетність бердичівських босих кармелітів до польського повстання 1863 року російський уряд у 1866 році скасував цей монастир. Костел перетворився на парафіяльний, а в монастирських корпусах розмістилися різні установи. З того часу споруди монастиря-фортеці почали занепадати.
Російсько-українська війна 1917—1921 рр. у котре завдала значної шкоди спорудам монастиря: у 1919 році в башті розташовувався командний пункт більшовицьких загонів на чолі з Миколою Щорсом. Після окупації Української Народної Республіки армією більшовицької Росії монастир було розграбовано.
11 листопада 1925 року у старій фортеці заснували історичний музей. У 1928 році для того, щоб запобігти повному знищенню цього пам‘ятника, постановою Ради Народних Комісарів України “маючи на увазі історично-культурне значення колишнього кляштора “босих кармелітів” у м. Бердичеві” територію колишнього монастиря Босих Кармелітів, обмежену його мурами, загальною площею три з половиною гектари, оголошено державним історико-культурним Заповідником. Заповідник з усіма, що є на його території, будівлями й з усім його майном, що має історико-культурне або мистецьке значення, передали у відання Народного комісаріату освіти УСРР.
На 1997 рік відреставровані й стали використовуватися корпус келій, вежа та нижній храм костелу.
Станом на початок 2020 року фортечні мури реставрують за кошт спонсорів та республіки Польща.